# Fahd Ndzengue
Fahd Ndzengue, né le 7 juillet 2000 à Libreville, est un footballeur international gabonais. Il joue au poste d'ailier à Tabor Sežana. 

## Carrière

### En club
Formé au CF Mounana où il découvre la Ligue des champions de la CAF et la Coupe de la confédération, il part en Slovénie en 2019 où il signe avec le Tabor Sežana. Il joue son premier match en championnat de Slovénie contre l'Olimpija Ljubljana le 10 novembre 2019. Son club s'incline sur le score de 2-0.

### En sélection
Il fait ses débuts en sélection le 16 novembre 2020 contre la Gambie aux qualifications à la CAN 2021. Le Gabon s'incline 2-1.